# Higelin 75
Albums de Jacques Higelin
Beau Repaire
(2013)
Higelin 75 est le dix-septième et dernier album studio de Jacques Higelin, sorti le 7 octobre 2016.
Il est édité simultanément en CD et en double 33 tours à trois faces, la première reprenant les trois premiers titres, la deuxième les quatre suivants et la troisième le dernier.
« 75 » est l'âge de Jacques Higelin au moment de l'enregistrement, et probablement un clin d'œil à BBH 75, titre du premier album rock de l'auteur, sorti en 1974.
L'album et la discographie studio d'Higelin se terminent sur À feu et à sang, une longue chanson à la structure libre, qui occupe toute une face de 33 tours.

## Liste des titres
1. Elle est si touchante (3:50)
2. L'Emploi du temps (8:36)
3. J'fume (3:59)
4. Loco loco (6:03)
5. Lonesome Bad Boy (3:42)
6. Habla quoi ? (6:34)
7. Le monde est fou (3:38)
8. À feu et à sang (21:09)

## Classements hebdomadaires
| Classement (2016)            | Meilleure place |
| ---------------------------- | --------------- |
| France (SNEP)                | 6               |
| Belgique (Wallonie Ultratop) | 36              |
| Suisse (Schweizer Hitparade) | 74              |